# Ernst Rückert
Pour les articles homonymes, voir Rückert.
Ernst Rückert, né le 20 décembre 1886 à Berlin et mort le 3 septembre 1945 dans la même ville, est un acteur allemand de théâtre et de cinéma.

## Biographie
Acteur dans les années 1920 et 1930, il a survécu à la guerre, mais s'est pendu en septembre 1945 à Berlin.

## Filmographie
- 1910 : Das vierte Gebot (de)
- 1912 : Die gelbe Rasse (de)
- 1912 : In Nacht und Eis
- 1913 : Fabrik-Marianne (de)

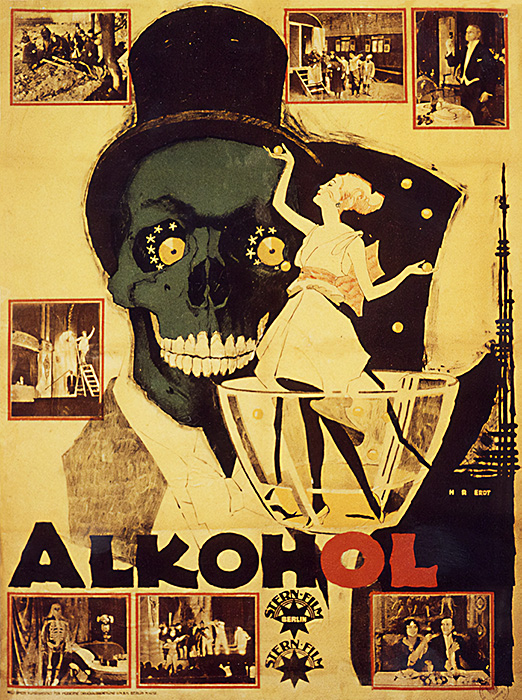
Affiche du film Alkohol (1919).

- 1913 : Zwischen Himmel und Erde (de)
- 1914 : Der Flug zur Westgrenze (de)
- 1915 : Kaliber fünf Komma zwei (de)
- 1918 : Saferndri, die Tänzerin von Dschiapur (de)
- 1919 : Der Würger der Welt (de)
- 1919 : Die Maske
- 1920 : Alkohol
- 1920 : Das ausgeschnittene Gesicht
- 1920 : Romeo und Julia im Schnee (de)
- 1920 : Der Ochsenkrieg (de)
- 1920 : Der Hirt von Maria Schnee (de)
- 1921 : Les Trois Lumières
- 1923 : Das Abenteuer von Sagossa
- 1924 : Der Schrecken der Westküste
- 1924 : Malva (de)
- 1924 : Za-la-Mort (Zalamort) d'Emilio Ghione
- 1924 : Der gestohlene Professor
- 1925 : Im Namen des Kaisers (de)
- 1925 : Aschermittwoch (de)
- 1925 : Das alte Ballhaus
- 1925 : Wallenstein (de)
- 1925 : Bismarck (de)
- 1926 : Familie Schimeck – Wiener Herzen
- 1926 : Der Liebe Lust und Leid
- 1926 : Trude, die Sechzehnjährige (de)
- 1926 : Herbstmanöver
- 1926 : Das Geheimnis von St. Pauli
- 1926 : Nixchen (de)
- 1926 : Die elf Schill'schen Offiziere de Rudolf Meinert
- 1926 : An der Weser
- 1926 : Das war in Heidelberg in blauer Sommernacht (de)
- 1927 : Das gefährliche Alter (de)
- 1927 : Das Mädchen aus Frisco
- 1927 : Petronella
- 1927 : Ein Tag der Rosen im August … da hat die Garde fortgemußt (de)
- 1927 : Die Hochstaplerin (de)
- 1927 : Lützows wilde verwegene Jagd (de)
- 1928 : Luther – Ein Film der deutschen Reformation
- 1928 : Dornenweg einer Fürstin (de)
- 1928 : Ich hatte einst ein schönes Vaterland
- 1929 : Es war einmal ein treuer Husar (de)
- 1929 : Die Garde-Diva (de)
- 1929 : Rosen blühen auf dem Heidegrab (de)
- 1929 : Was eine Frau im Frühling träumt (de)
- 1929 : Sturm auf drei Herzen
- 1930 : Le Marché du mariage (Namensheirat) de Heinz Paul
- 1930 : Man schenkt sich Rosen, wenn man verliebt ist
- 1931 : Le Devoir, c'est le devoir (en) (Dienst ist Dienst) de Carl Boese
- 1932 : Maréchal en avant ! (de) (Marschall Vorwärts) de Heinz Paul
- 1932 : Die elf Schill'schen Offiziere de Rudolf Meinert (remake parlant du film de 1926)
- 1933 : Train d'enfer (Höllentempo) de Louis Ralph
- 1933 : Liebesfrühling
- 1934 : Chaque femme a son secret (Jede Frau hat ein Geheimnis) de Max Obal
- 1934 : La Dernière Patrouille (Die Reiter von Deutsch-Ostafrika) de Herbert Selpin
- 1934 : Zu Straßburg auf der Schanz
- 1934 : Une maîtresse femme (en) (Ein Mädchen mit Prokura) d'Arzén von Cserépy
- 1935 : Valses sur la Neva (de) (Petersburger Nächte. Walzer an der Newa) d'Emmerich Wojtek Emo
- 1935 : Laßt Blumen sprechen
- 1935 : Le Diamant bleu (Der blaue Diamant) de Curt Blachnitzky (de)
- 1935 : Le Haut Commandement (Der höhere Befehl) de Gerhard Lamprecht
- 1935 : Un mari idéal (film) (de) (Ein idealer Gatte) de Herbert Selpin
- 1935 : Le Brave Marin (en) (Der mutige Seefahrer) de Hans Deppe
- 1936 : Im Trommelfeuer der Westfront
- 1939 : L'Enquête de minuit (Parkstraße 13) de Jürgen von Alten